# Robert Samuelsson
Bengt Robert Wilhelm Samuelsson (i riksdagen kallad Samuelsson i Luleå), född 27 januari 1886 i Revsund, död 7 november 1953 i Luleå, var en svensk lokförare och politiker (kommunist).
Robert Samuelsson var riksdagsledamot i andra kammaren för Norrbottens läns valkrets 1922–1928.